# Мишнев, Александр
Александр Мишнев (1949, Харьков, Украинская ССР) — советский, украинский спортсмен по современному пятиборью. Мастер спорта СССР международного класса (1974). Победитель Кубка Европы (1974) в командном первенстве, двукратный чемпион СССР в личном первенстве (1974, 1977). Неоднократный призёр всесоюзных соревнований, победитель чемпионатов Вооруженных Сил в личном и командном первенстве.
Выступал за Вооруженные Силы г. Киев.

## Биография
Александр Мишнев родился в городе Харьков. Современным пятиборьем начал заниматься в 1964 году у тренера Юлия Глухенького. В те годы в пятиборье ребята обычно приходили из плавания или морского многоборья, имея достаточный соревновательный опыт. Александр начал заниматься с нуля. Ничего не умел. Первый результат в плавании 100 м — 1.52,4.
С 1968 года тренировался в армейском спортивном клубе под руководством Родиона Софронова.
Входил в состав команды СССР с 1974 по 1979 годы.

## Спортивные достижения
- Чемпион СССР в личном первенстве (1974, 1977) и в командном зачете (1978).
- Серебряный призёр чемпионата СССР (1976) в командном первенстве.